# Chiara (distrito)
Chiara é um dos dezenove distritos que formam a Província de Andahuaylas, situada na região de Apurímac, Peru.

## Transporte
O distrito de Chiara é servido pela seguinte rodovia:
- AP-104, que liga a cidade de Pomacocha ao distrito de Talavera [2][3][4]